# Kopalnia Węgla Kamiennego Siersza
Das Steinkohlenbergwerk Siersza (poln. Kopalnia Węgla Kamiennego Siersza) ist ein stillgelegtes Steinkohlenbergwerk in Trzebinia, Polen.

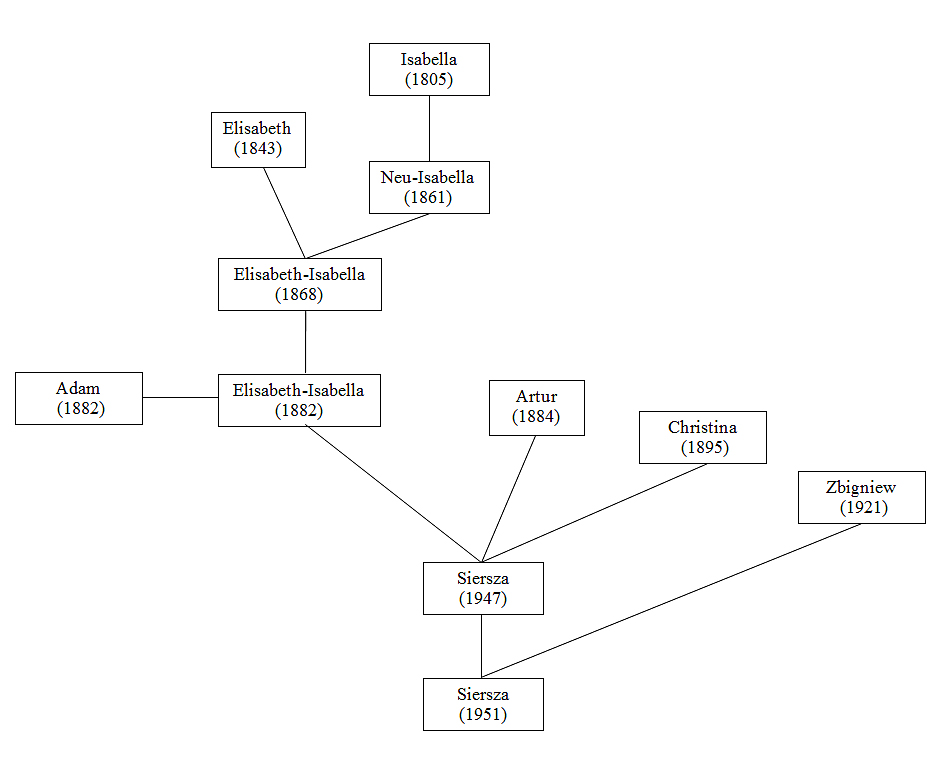
Fusionen der Gruben in Siersza

## Geschichte
Das Bergwerk geht auf die Konsolidierung mehrerer ursprünglich selbständig arbeitender Bergwerke in Trzebinia und seiner Umgebung zurück. Viele von ihnen wurden im Tagebau, andere im Stollenbetrieb geführt.
Eine der ersten Steinkohlengruben war eine 1804 von Jan Selwa und seinen Partnern gegründete Grube, die bereits über eine Dampfmaschinen zur Wasserhaltung verfügte. Kurze Zeit im Besitz der Herzöge von Warschau, wurde sie 1815 mit dem ebenfalls schon 1808 gegründeten Bergwerk Isabella in Siersza vereinigt. Die Produkte beider Anlagen dienten der Verhüttung von Zink und Eisen, zumal neben Steinkohle im gesamten hier dargestellten Gebiet auch Galmei gefunden worden war.

### Adam
Im Ortsteil  Myślachowice von Trzebinia wurde 1882 der Tagebaubetrieb Adam für Steinkohle geschaffen, der noch in seinem Gründungsjahr dem Verbundbergwerk Elisabeth-Isabelle zugeschlagen wurde.

### Elisabeth
Die Zeche Elisabeth (poln. Schreibweise Elżbieta) wurde durch Mitglieder der Magnatenfamilie Potocki und die Gebrüder Rau 1843 im Ortsteil Siersza von Trzebinia gegründet. Das Maximum der eigenständigen Förderung wurde 1860 mit 9.300 t Steinkohlen erreicht.
1868, im Jahr der Wiederinbetriebnahme von Isabella, wurden beide Bergwerke vereinigt.

### Isabella/Izabela
Schon 1808 hatten dieselben Eigentümer wie bei Elisabeth in Siersza die Zeche Isabella (poln. Schreibweise Izabela) gegründet, die ihren Namen von Prinzessin Izabela Lubomirska erhalten hatte. 1816 stillgelegt, wurde die Förderung zwischen 1823 und 1826 wiederaufgenommen. 1860 wurde die Zeche liquidiert und am gleichen Ort ein Jahr später ein neues Bergwerk mit dem Namen Nowa Izabela geschaffen. Dieses fusionierte 1868 mit der Zeche Elisabeth und 1882 mit der in diesem Jahr geschaffenen Tagebaugrube Adam.
Der Übergang zum Tiefbau erfolgte auf Nowa Izabela 1890. Das Bergwerk verfügte nach dem Zusammenschluss mit Elisabeth über ein Grubenfeld von 1,53 km², durch Adam kamen noch einmal 1,08 km² hinzu.

### Artur

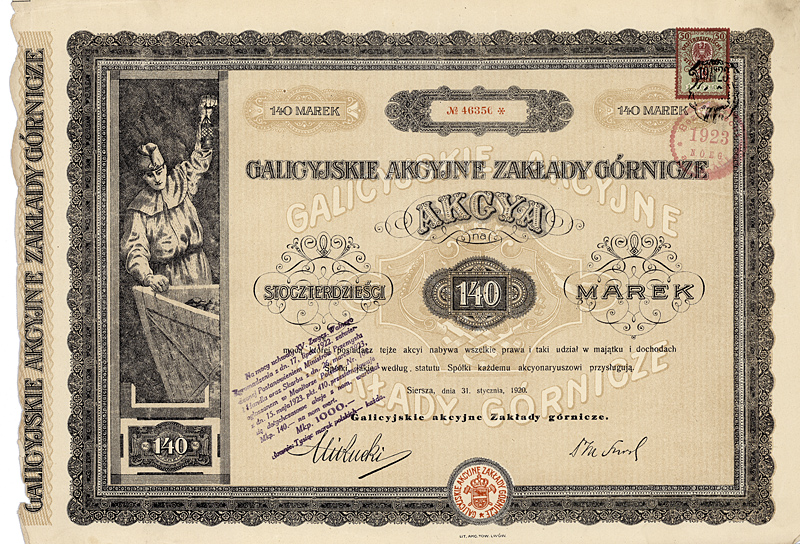
Aktie über 140 Mark der Galicyjskie Akcyjne Zaklady Gornicze (Galizische Montanwerke) vom 31. Januar 1920

Im Jahr 1884 gründete der Sohn von Artur Potocki, Adam, zusammen mit anderen Teilhabern die „Galizische Montanwerke Aktien-Gesellschaft in Siersza“ und brachte in diese seinen gesamten Steinkohlenbesitz ein. Diese Gewerkschaft ließ im Ortsteil Krze von Trzebinia einen Schacht namens „Artur“ (Lage) abteufen, zu Ehren des Vaters von Adam Potocki. Die zugehörige Berechtsame umfasste nur 0,36 km². Dieser Schritt bildete den ersten auf dem Weg des Bergwerks nach Süden; es folgte die Schachtanlage Wanda mit einer Fläche von 1,35 km².
Auch erschlossen sich durch die Errichtung eines großen Kraftwerks, das mit Kohlenstaub betrieben wurde, und einer Zementfabrik neue Absatzmärkte.
1922 wurden die Bergwerke Artur und Krystyna durch die „Sierszańskie Zakłady Górnicze SA“ (Sierszaer Steinkohlengewerkschaft) übernommen.  

### Christina/Krystyna
Auch das Bergwerk Krystyna (Lage) wurde 1895 in Tenczynek durch Mitglieder der Familie Potocki gegründet. Es handelte sich anfänglich um eine Stollenzeche, die durch einen 2 km langen Stollen erschlossen wurde. Am Stollenmund befanden sich Sortierung und Wäsche. Später kam noch ein seigerer Schacht, „Krystyna I“, mit einer Teufe von 181 m hinzu.  
Die geförderte Steinkohle wurde weitgehend verkokt und das Gas hauptsächlich nach Italien exportiert.
Nachdem die Grube während der Weltwirtschaftskrise 1929 stillgelegt worden war, wurde sie in der Zeit der Besetzung Polens durch Deutschland wieder in Betrieb genommen und im östlichen Feld die Flöze „Andrzej I und II“ durch die Anlage „Krystyna II“ abgebaut.
Am 1. Januar 1951 kam das Bergwerk zu Siersza, wurde aber trotzdem schon 1955 endgültig stillgelegt.

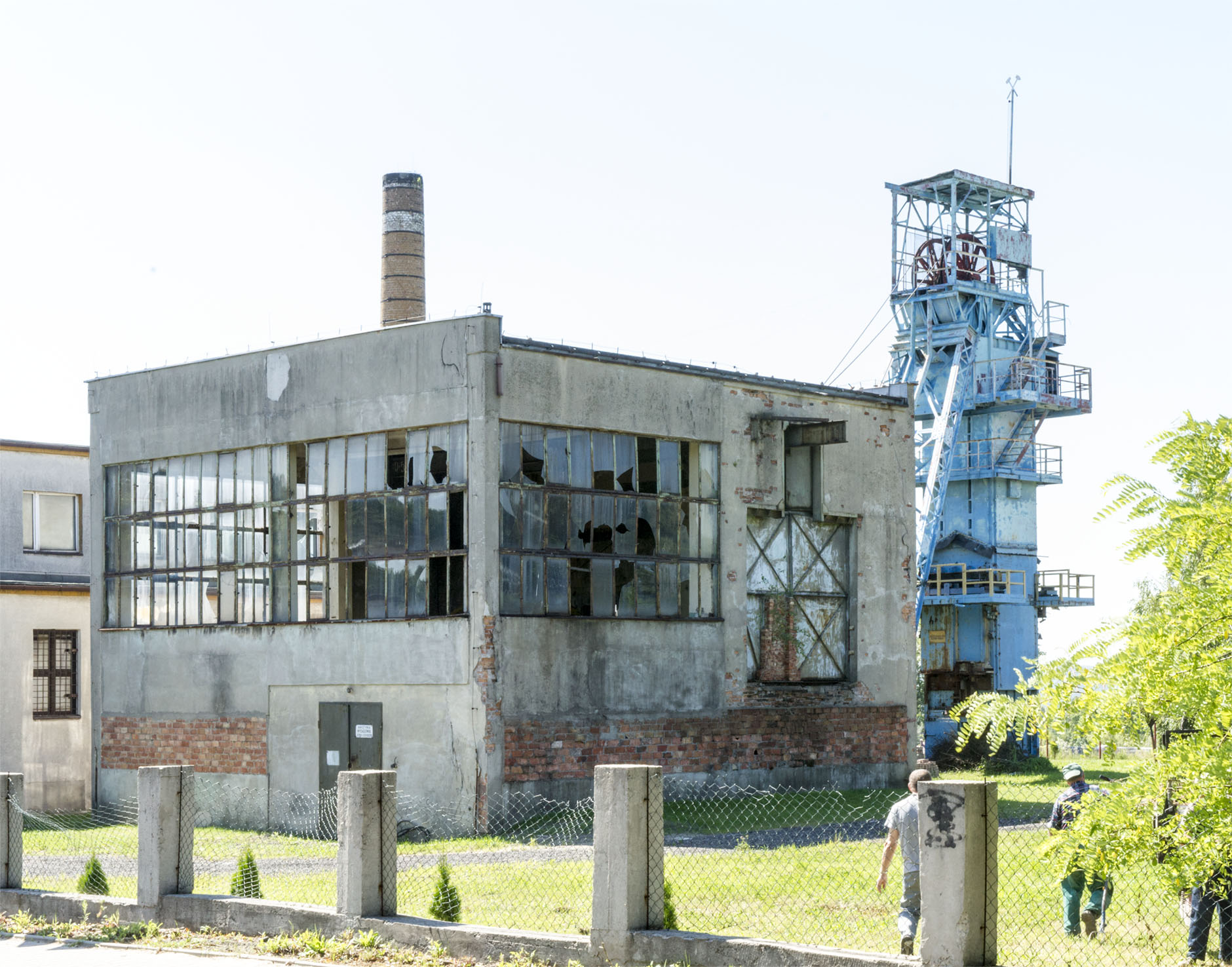
Szyb Zbyszek

### Zbyszek
Das Bergwerk Zbyszek (Lage) in Trzebinia wurde 1921 von der Aktiengesellschaft „Osada Górniczo-Przemysłowa Trzebinia“ gegründet. Während der NS-Besatzung trug es den Namen Barbara und wurde im Jahre 1943 Teil der Sierszaer Steinkohlengewerkschaft und damit des Ballestrem-Konzerns. Nach seiner Befreiung erhielt es seinem früheren Namen zurück und gehörte von 1945 bis 1946 zur  Krakauer Vereinigung der Kohlenindustrie. Am 1. Januar 1947 wurde die Grube zusammen mit Artur unter dem Namen Siersza vereinigt. Die Produktion im Jahr 1938 betrug 114.762 t.

### KWK Siersza
Obwohl das Bergwerk Siersza erst nach dem Ende des Zweiten Weltkriegs geschaffen wurde, fanden erste Konzentrationsprozesse schon während des Krieges statt. So überantworteten die Nationalsozialisten für einen Betrag von 6,4 Mio. Reichsmark 1943 die Gruben Artur, Krystyna sowie Zbyszek dem Ballestrem-Konzern, der zur Verwaltung dieses neuen Besitzes in Gleiwitz/Gliwice die „Sierszaer Steinkohlengewerkschaft“ schuf. Der Betrag zum Erwerb dieser Grube konnte in zwei Raten bezahlt werden; zur Zahlung der zweiten Rate Ende 1945 kam es jedoch nicht mehr.
Die Fusion der verschiedenen Zechen in Trzebinia setzte sich auch nach 1945 fort. So wurden 1947 die Schachtanlage Artur und das Bergwerk Zbyszek zum KWK Siersza vereinigt, 1951 kam Krystyna in Tenczynek hinzu.
Um in den ersten Jahren nach dem Zweiten Weltkrieg die immense Nachfrage nach Steinkohle zu befriedigen, entschloss man sich in Siersza zum Abbau von 80.000 t Kohle im Tagebau. Der Abbau des 4–5 m mächtigen Flözes begann im Mai 1956 und dauerte ca. acht Monate. Anfänglich wurden 150 Tagestonnen gewonnen, später zwischen 350 und 400 Tonnen pro Tag.
In den 70er Jahren wurde ein sogenannter „Carbon-Bus“ eröffnet, der die Schachtanlage Artur des Bergwerks mit dem gleichnamigen Elektrokraftwerk verband und der es erlaubt, Kohle und Aushubmaterial gleichzeitig hin- bzw. herzutransportieren. 
In den 90er Jahren bestand die Schachtanlage Artur aus den Schächten „Artur“, „Neu-Artur“ sowie „Artur III und IV“.
1958 wurde als Erweiterung des Bergwerks in Siersza-Misiury die Anlage Misiury (Lage) errichtet, die aber 1961 nur 105.868 t Kohle förderte und daher bereits am 1. September 1962 wieder stillgelegt wurde. 
Trotz weitgreifender Rationalisierungsmaßnahmen (Beseitigung von doppelten Einrichtungen und Schächten und den Bau einer Entschwefelungsanlage) wurde die Stilllegung des Bergwerks 1999 beschlossen und Förderung 2001 eingestellt. 

## Gegenwart
Die meisten Tagesanlagen wurden abgerissen und die Flächen planiert. Erhalten geblieben sind nur das Fördergerüst und die Fördermaschine von Zbyszek in Trzebinia.

## Förderzahlen
1900: 312.000 t; 1913: 430.310 t; 1938: 408.216 t; 1970: 2,80 Mio. t; 1979: 3,83 Mio. t